# Schlagdame
Die Schlagdame (englisch: Loosing Checkers, Loosing Draughts) ist eine Variante des klassischen Damespiels. Analog zum Räuberschach versuchen die Spieler in dieser Variante, ihre Spielsteine möglichst schnell zu verlieren und damit das Spiel zu gewinnen.

## Spielweise
|   | a | b | c | d | e | f | g | h |   |
| 8 |   |   |   |   |   |   |   |   | 8 |
| 7 |   |   |   |   |   |   |   |   | 7 |
| 6 |   |   |   |   |   |   |   |   | 6 |
| 5 |   |   |   |   |   |   |   |   | 5 |
| 4 |   |   |   |   |   |   |   |   | 4 |
| 3 |   |   |   |   |   |   |   |   | 3 |
| 2 |   |   |   |   |   |   |   |   | 2 |
| 1 |   |   |   |   |   |   |   |   | 1 |
|   | a | b | c | d | e | f | g | h |   |

Wie beim klassischen Damespiel handelt es sich bei der Schlagdame um ein Brettspiel für zwei Spieler, die sich am Spielbrett gegenübersitzen. Dabei spielt ein Spieler die weißen und der andere die schwarzen Spielsteine und die beiden Spieler machen abwechselnd jeweils einen Zug. In der Startaufstellung werden die jeweils 12 Spielsteine auf den Schwarzen Feldern der jeweils ersten bis dritten Reihe beider Spielbrettseiten aufgebaut.
Die Farben werden ausgelost oder gewählt, der weiße Spieler beginnt das Spiel. Beide Spieler ziehen nun abwechselnd jeweils einen Stein, wobei die Steine diagonal vorwärts auf den schwarzen Feldern bewegt werden dürfen. Wenn ein Spieler die Grundlinie der gegenüberliegenden Seite erreicht, wird sein Stein zu einer Dame, die beliebig viele Felder in jede diagonale Richtung ziehen darf, auch rückwärts.
Wie bei der klassischen Dame muss ein Spielstein geschlagen werden, wenn ein Stein über ihn auf ein dahinter liegendes freies Feld springen kann. Dabei herrscht Schlagzwang, ein Stein muss also geschlagen werden, wenn dies möglich ist. Dies gilt auch, wenn ein Spieler eine Dame besitzt. Anders als beim klassischen Damespiel gewinnt der Spieler, dem es gelingt, alle seine Steine zu verlieren. Entsprechend versuchen die Spieler, ihre Steine so zu platzieren, dass der Gegner sie schlagen muss.
Je nach Regelwerk kann der Schlagzwang auch so ausgeweitet werden, dass Steine auch rückwärts geschlagen werden müssen.

## Belege
1. 1 2 3  Loosing Checkers (Draughts) In: Brian Burns (Hrsg.): The Encyclopedia of Games. Brown Packaging Books, 1998; S. 155.
2. ↑  „Schlagdame“ In: Erhard Gorys: Das Buch der Spiele. Manfred Pawlak Verlagsgesellschaft, Herrsching o. J.; S. 211.
3. 1 2  „ Schlagdame“ In: Robert E. Lembke: Das große Haus- und Familienbuch der Spiele. Lingen Verlag, Köln o. J.; S. 2145.